# Kiepojcie
Kiepojcie (niem. Eszergallen) – wieś w Polsce położona w województwie warmińsko-mazurskim, w powiecie gołdapskim, w gminie Dubeninki. Wieś położona jest nad jeziorem Przerośl.
W latach 1975–1998 miejscowość administracyjnie należała do województwa suwalskiego.
Podczas akcji germanizacyjnej nazw miejscowych i fizjograficznych historyczna nazwa niemiecka Eszergallen została w 1938 r. zastąpiona przez administrację nazistowską formą Eschergallen, a ta z kolei jeszcze w tym samym roku sztuczną formą Äschenbruch.

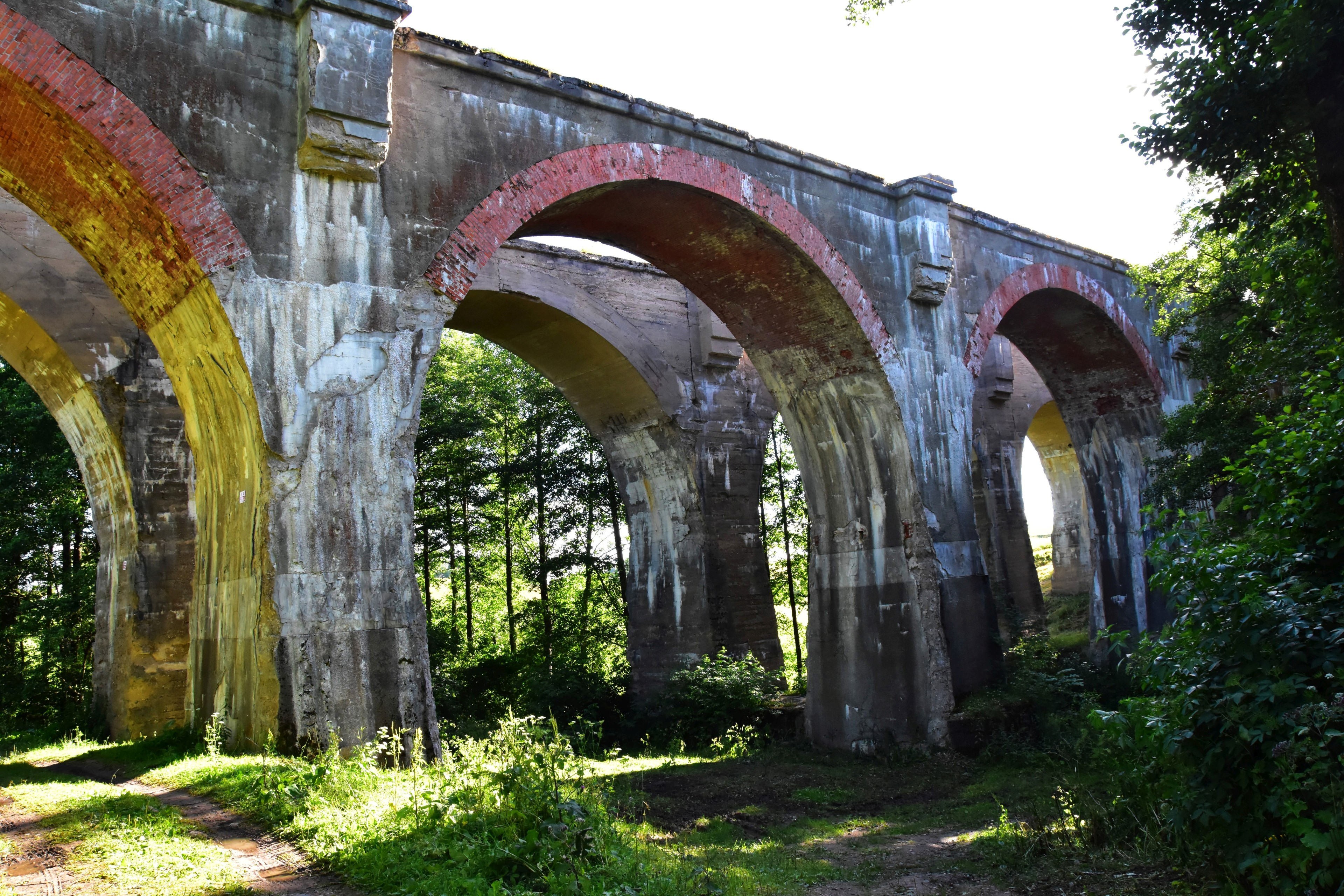
Wiadukt kolejowy

We wsi znajduje się wiadukt z początku XX wieku po zlikwidowanej linii kolejowej o wysokości 18 m nad rzeką Bludzią, trzyprzęsłowy z neogotyckimi detalami ozdobnymi.